# Żółwie lądowe
Żółwie lądowe (Testudinidae) – rodzina żółwi z nadrodziny Testudinoidea w grupie żółwi skrytoszyjnych (Cryptodira). Należy do niej ponad 40 gatunków zwierząt ciepłolubnych, preferujących tereny suche typu sawannowego i pustynie.

## Zasięg występowania
Rodzina obejmuje gatunki występujące w Ameryce, Afryce i Eurazji. 

## Charakterystyka
OpisIch wspólną cechą są grube, słupowate kończyny o zrośniętych palcach zakończone pazurami. Karapaks większości tych żółwi jest skostniały i wysoko wysklepiony. Z powodu ciężkiego pancerza nie mogą się szybko poruszać.
Rozmiaryod 6 do 130 cm długości
Masa ciała do 250 kg.
BiotopUlubionym siedliskiem tych gadów są stepy, busz, półpustynie i sawanny. Zamieszkujące chłodniejsze rejony zimują na lądzie zagrzebane w ziemi.
PokarmŻywią się przede wszystkim różnymi roślinami, w tym kwiatami, soczystymi owocami, a nawet kaktusami. Zjadają też drobne zwierzęta jak dżdżownice, ślimaki, owady, czasem padlinę.

## Podział systematyczny
Do rodziny należą następujące rodzaje: 
- Aldabrachelys Loveridge & Williams, 1957 – jedynym występującym współcześnie przedstawicielem jest Aldabrachelys gigantea (Schweigger, 1812) – żółw olbrzymi
- Astrochelys Gray, 1873
- Centrochelys Gray, 1872 – jedynym występującym współcześnie przedstawicielem jest Centrochelys sulcata (Miller, 1779) – żółw pustynny
- Chelonoidis Fitzinger, 1835
- Chersina Gray, 1831 – jedynym przedstawicielem jest Chersina angulata (Schweigger, 1812)
- Chersobius Fitzinger, 1835
- Cylindraspis Fitzinger, 1835 – takson wymarły[3]
- Geochelone Fitzinger, 1835
- Gopherus Rafinesque, 1832
- Homopus Duméril & Bibron, 1835
- Indotestudo Lindholm, 1929
- Kinixys Bell, 1827
- Malacochersus Lindholm, 1929 – jedynym przedstawicielem jest Malacochersus tornieri (Siebenrock, 1903) – żółw Torniera
- Manouria Gray, 1852
- Psammobates Fitzinger, 1835
- Pyxis Bell, 1827
- Stigmochelys Gray 1873 – jedynym przedstawicielem jest Stigmochelys pardalis (Bell, 1828) – żółw lamparci
- Testudo Linnaeus, 1758